# Источноафрички орикс
Источноафрички орикс или  бејза (лат. Oryx beisa, енгл. East African oryx) је врста сисара из реда папкара (Artiodactyla) и породице шупљорожаца (Bovidae).

## Угроженост
Ова врста је на нижем степену опасности од изумирања, и сматра се скоро угроженим таксоном.

## Распрострањење
Источноафрички орикс има станиште у Етиопији, Кенији, Сомалији, Судану, Танзанији и Џибутију.

## Популациони тренд
Популација ове врсте се смањује, судећи по расположивим подацима.

## Станиште
Источноафрички орикс има станиште на копну.